# Euroinnova Formació
Euroinnova Formació és una escola de negocis, també coneguda com a "Euroinnova Business School" i especialitzada en cursos en línia per a oposicions i una altra de postgrau i màster d'educació superior. Va ser fundada l'any 2000, a Granada (Espanya), i actualment està present a sis països llatinoamericans; Argentina, Xile, Colòmbia, Mèxic, Perú i Veneçuela. El resultat del seu creixement el 2012 es va convertir en el segon accionista més gran de la Corporación Dermoestética.
Un estudi realitzat per INDIZE reflecteix l'abast de l'escola de negocis Euroinnova Business School i la seva presència internacional. Els seus alumnes estan dividits en més de 70 nacionalitats diferents. Des de 2010 han inscrit més de 25.000 estudiants de mitjana per any.
Disposa de convenis amb la Universitat Antonio de Nebrija on es pot accedir als cursos de formació permanent del professorat, amb la Universitat Internacional de la Rioja, i la Universitat Francisco de Vitòria, a més de moltes altres homologacions.
És membre associat a la International Commission on Distance Education (UNESCO) i col·labora amb l' Associació Professional Espanyola de Naturopatia i bioteràpia (APENB). Ha col·laborat també activament amb la Fundació "la Caixa" per la integració de les persones amb discapacitat, on en els "Premis Incorpora" el jurat va donar una menció especial a l'entitat per la integració laboral d'aquest col·lectiu.
És soci Institucional de la Societat Espanyola de Pedagogia (SEP) i Disposa de segell de Confiança Online. Així mateix Euroinnova Business School es Membre de l'Associació Espanyola d'Escoles de Negocis . 